# Ixtapan de la Sal
Ixtapan de la Sal là một đô thị thuộc bang México, México. Năm 2005, dân số của đô thị này là 30073 người.